# Гуркалов, Павел Иванович
Павел Иванович Гуркалов (15 февраля 1939, Ташла, Чкаловская область — 8 июня 2023) — российский политический деятель. Член Совета Федерации Федерального Собрания Российской Федерации от Оренбургской области (1994—1996).

## Биография
Окончил Оренбургский механический техникум (1960), техник-технолог; Всесоюзный заочный политехнический институт (1974), инженер-металлург. Доктор технических наук (1999).
В 1990—1993 — народный депутат Российской Федерации, входил в независимую депутатскую группу «Промышленный союз»; с 1994 г. — член Совета по промышленной политике и предпринимательству при Правительстве Российской Федерации, с 1996 г. — член Национального экономического совета, созданного Российским экономическим форумом; президент ФПГ «Носта-Трубы-Газ», председатель Совета директоров АКБ «НОСТА», член Наблюдательного совета АБ «Инкомбанк»; был доверенным лицом Б. Ельцина во время избирательной кампании 1996 года.
Почётный гражданин города Новотроицка.
Скончался 8 июня 2023 года на 85-м году жизни.

### Совет Федерации
Депутат Совета Федерации Федерального Собрания РФ первого созыва (1993—1995). Избран 12 дек. 1993 по Оренбургскому двухмандатному избирательному округу № 56. Был членом Комитета по бюджету, финансовому, валютному и кредитному регулированию, денежной эмиссии, налоговой реформе и таможенному регулированию, членом Комитета по экономической реформе.